# Городилівський водоспад
Городи́лівський водоспа́д — каскад водоспадів в Українських Карпатах, у гірському масиві Тупий; гідрологічна пам'ятка природи місцевого значення (за назвою «Водоспад Городилів»). Розташований у Хустському районі Закарпатської області, за 2 км на північ від центру села Зарічне. 
Площа природоохоронної території 0,12 га. Статус присвоєно згідно з рішенням облвиконкому від 18.11.1969 року № 414, рішенням облвиконкому від 23.10.1984 року № 253. Перебуває у віданні ДП «Хустське ЛДГ» (Хустське л-во, кв. 11, вид. 9). 
Водоспад розташований у верхів'ї потоку Городилів (права притока річки Ріки), на висоті 450 м над р. м. Складається з трьох основних каскадів і кількох менших. Висота падіння води у найвищому каскаді — 5 м. 

## Світлини

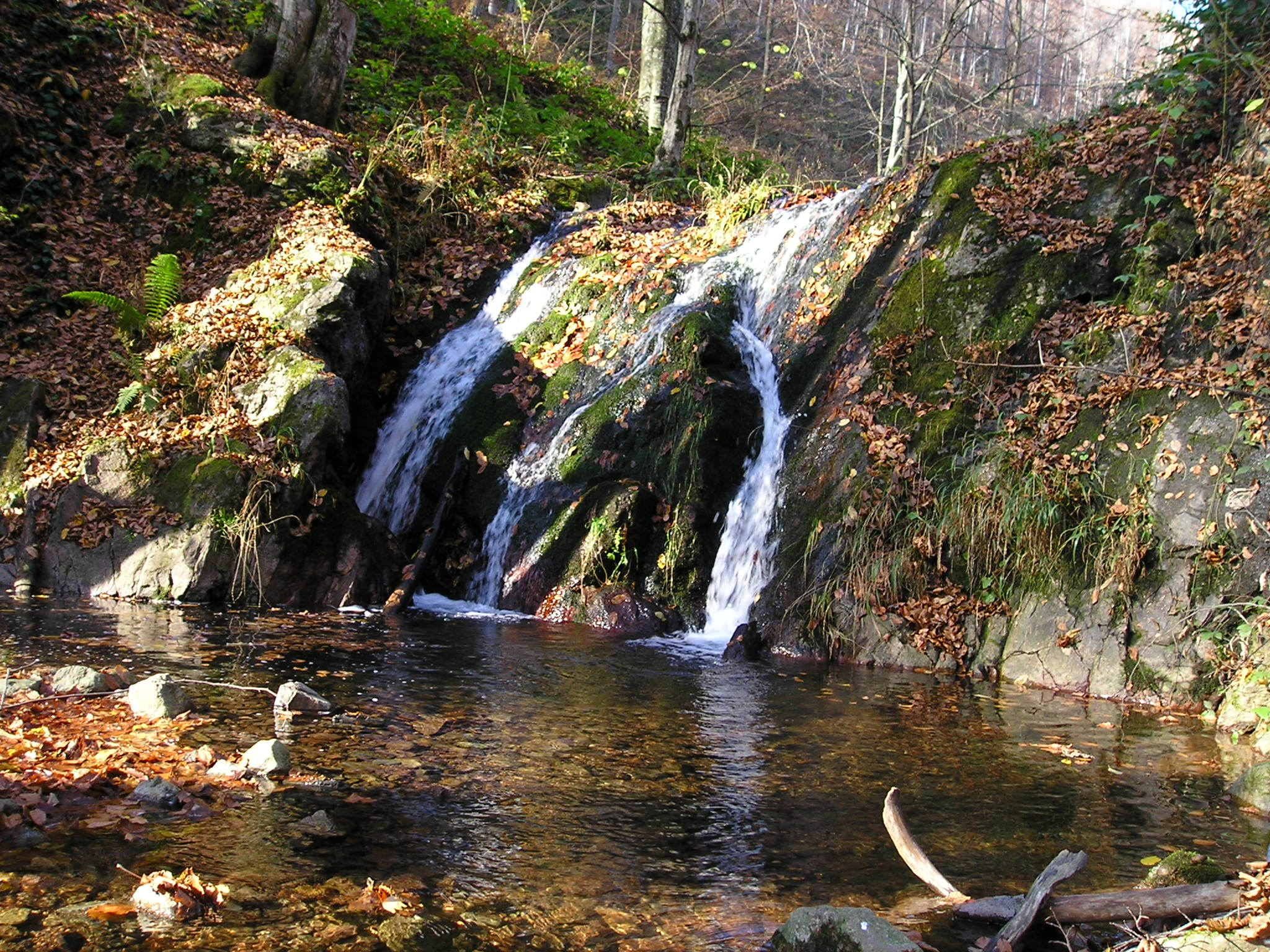
Водоспад збоку
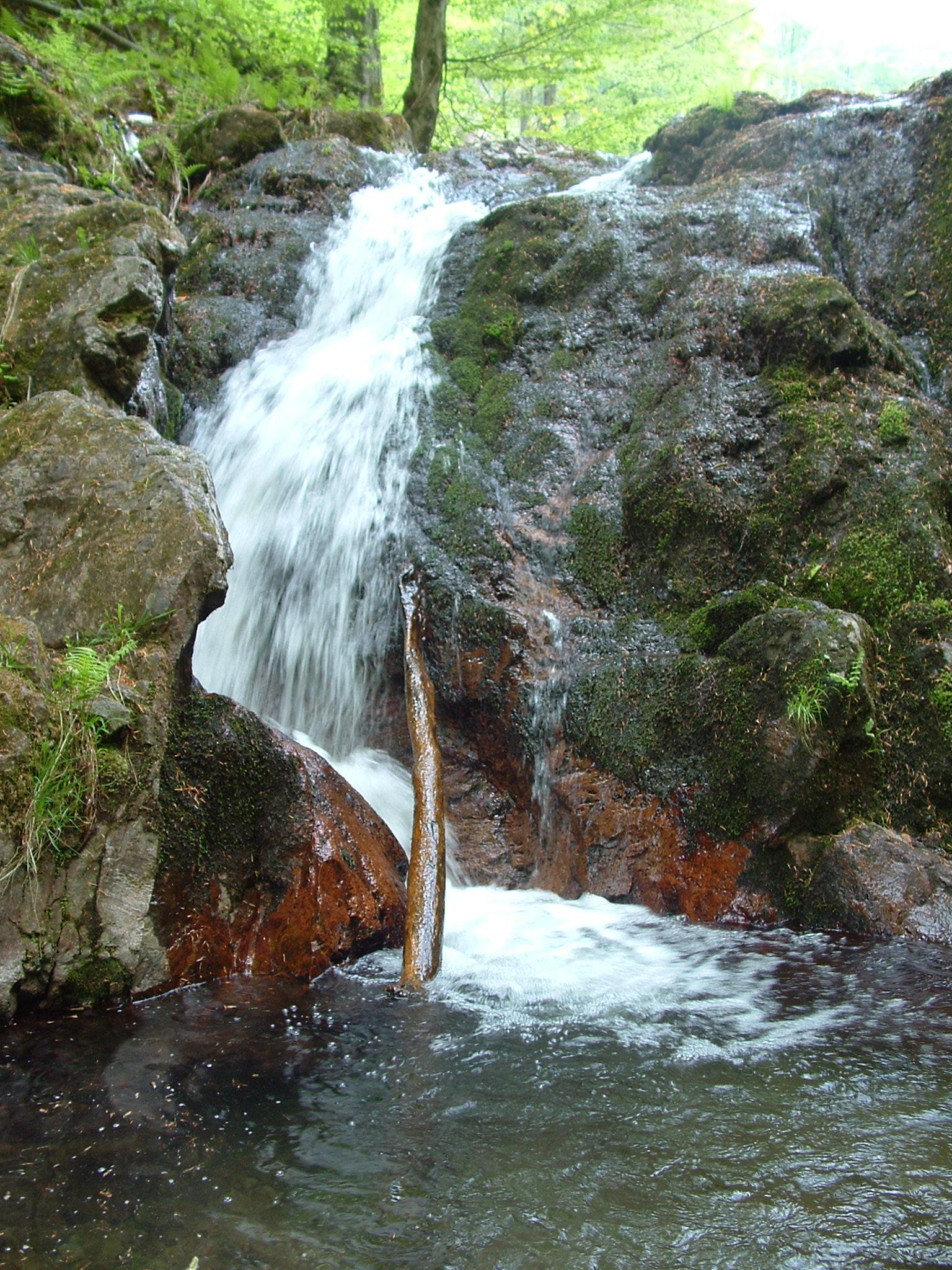
Водоспад зблизька
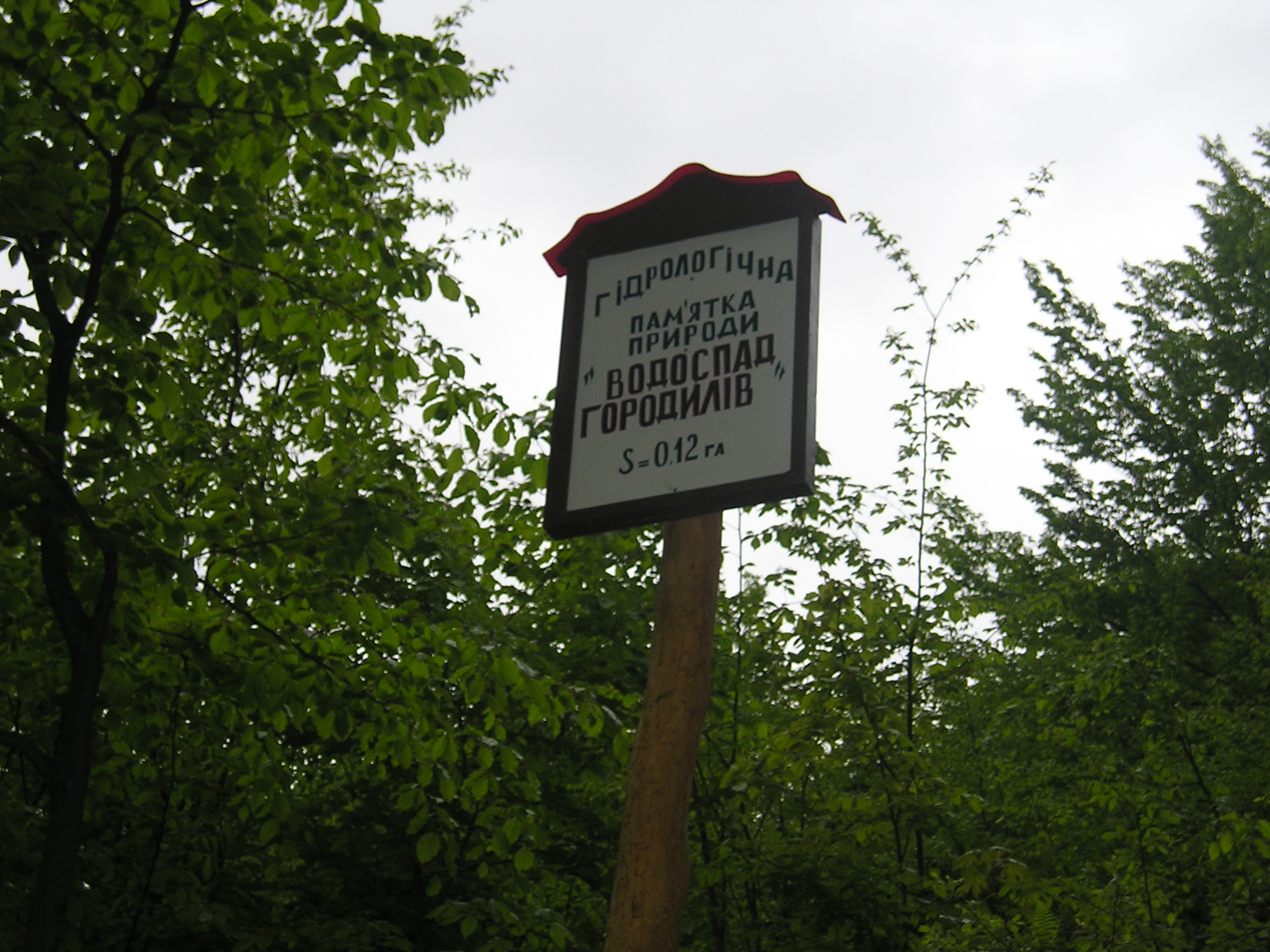
Табличка біля водоспаду